# Junior Songfestival

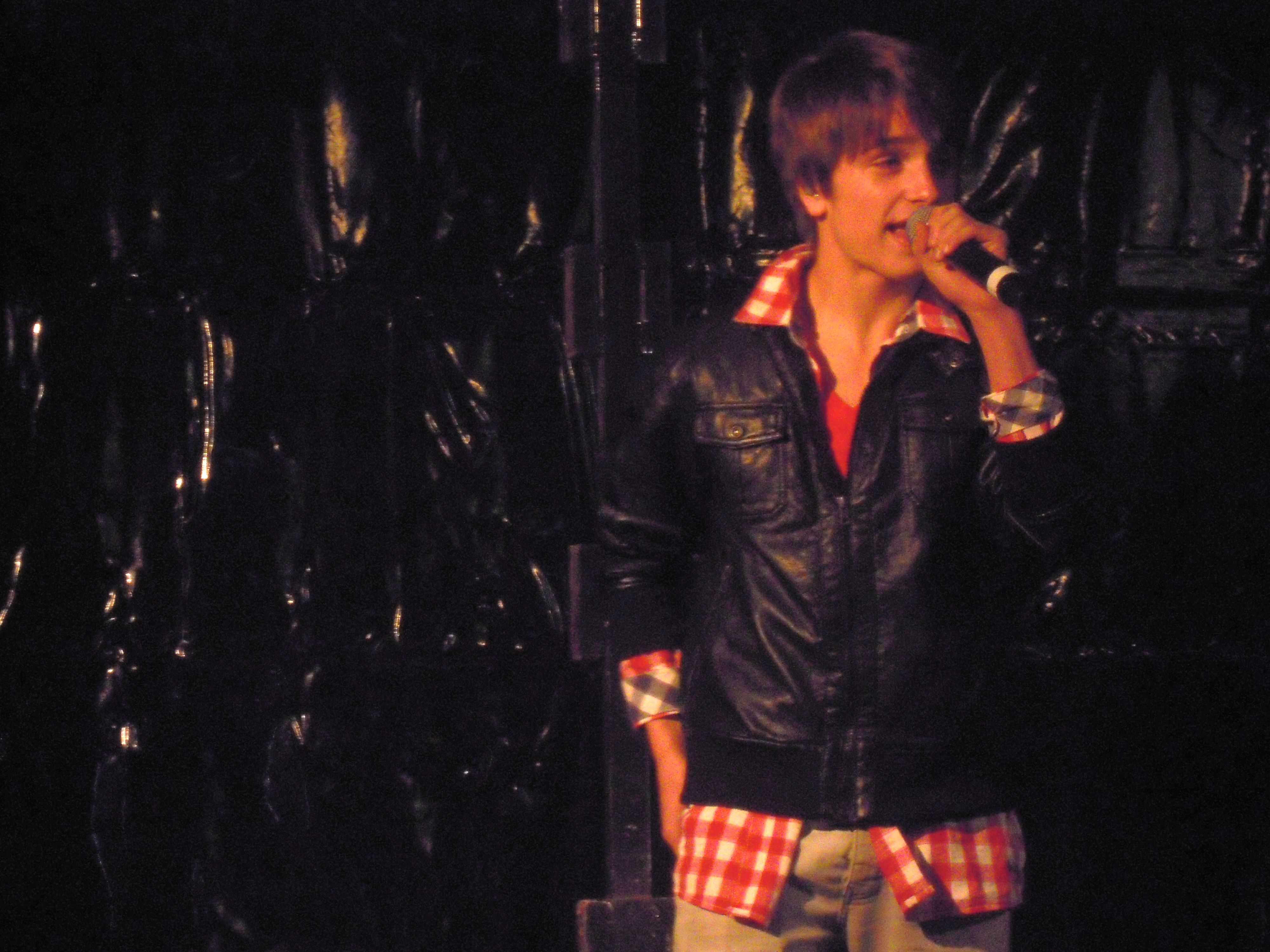
Ralf Mackenbach, ganador de la edición de 2009 con la canción Click Clack, también ganó el Festival de la Canción de Eurovisión Junior de aquel año.

Junior Songfestival (anteriormente conocido como AVRO Junior Songfestival) es un programa neerlandés anual utilizado para seleccionar al representante de Países Bajos en el Festival de la Canción de Eurovisión Junior. Se emite en la cadena neerlandesa Zapp . 
Miles de niños se inscriben cada año para tratar de asegurar su participación en las audiciones. Un jurado en última instancia, determina quién puede participar en las semifinales que se emiten en la televisión. Los ganadores de las dos semifinales que se celebran, acceden directamente a la final. Además, el público también puede votar a través de internet para determinar quién de los semifinalistas restantes, el comodín, podrá pasar a la final.